# Tolyphus granulatus
Tolyphus granulatus is een keversoort uit de familie glanzende bloemkevers (Phalacridae). De wetenschappelijke naam van de soort werd in 1834 gepubliceerd door Félix Édouard Guérin-Méneville.